# Ardalan Esmaili
Pour les articles homonymes, voir Esmaili.
Ardalan Esmaili, né le 22 mars 1986 à Téhéran (Iran), est un acteur suédois.

## Biographie
Ardalan Esmaili, d'origine iranienne, grandit à Malå et à Skellefteå et fait ses études au Fridhems folkhögskola à Svalöv et au Collège dramatique de Stockholm. En 2012, il obtient son diplôme et depuis travaille au Unga Klara, où il joue son propre monologue [Utan Titel], qui a également été donné au Parkteatern à Stockholm. Au Unga Klara, il joue aussi Marisol d'Åsa Lindholm, Författarna d'Alejandro Leiva Wenger et Lammungarnas fest de Leonora Carrington. En 2014, Ardalan Esmaili joue [ungefär lika med] écrit par Jonas Hassen Khemiri au Dramaten.

## Filmographie partielle

### Au cinéma
- 2016 : Beck - Sista dagen (sv)
- 2016 : Flickan, mamman och demonerna (sv)
- 2017 : The Charmer (Charmören)
- 2019 : Ser du månen, Daniel de Niels Arden Oplev
- 2019 : Sea Fever
- 2022 : Black Crab d'Adam Berg
- 2023 : A Beautiful Life de Mehdi Avaz : Patrick

### À la télévision (séries télévisées)
- 2015 : Boys (sv)
- 2017-2020 : Rebecka Martinsson (sv)
- 2018 : Den döende detektiven (sv)
- 2018 : Gråzon (sv)
- 2020 : White Wall
- 2021 : Snöänglar
- 2022 : Snabba cash
- 2024 : Deliver Me